# Taisuke Itagaki
Itagaki Taisuke (板垣 退助?, Taisuke Itagaki; Kōchi, 21 maggio 1837 – Tokyo, 16 luglio 1919) è stato un politico giapponese.
Figura emblematica del liberalismo del Giappone dell'era Meiji, fu leader del Movimento per la libertà e i diritti del popolo (Jiyu Minken Undō) e fondatore del primo partito politico nipponico, il Partito Liberale. Il suo ritratto appare sulle banconote da 50 sen e da 100 yen emesse dalla Banca del Giappone.

## Biografia

### Primi anni

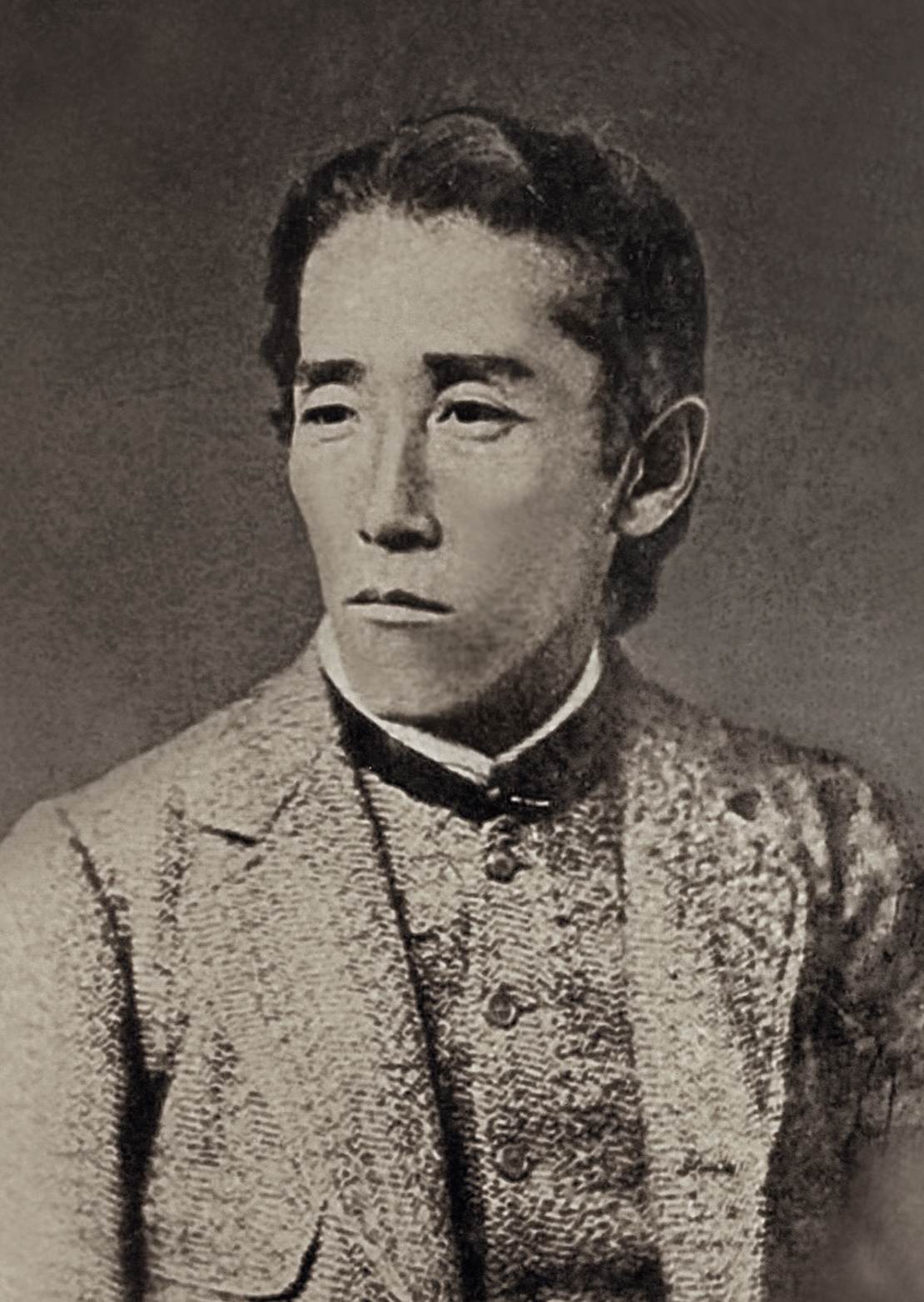
Taisuke nel 1880

Taisuke Itagaki nacque in una famiglia di samurai di medio rango nel dominio di Tosa (l'attuale prefettura di Kōchi). Dopo gli studi a Kōchi e a Edo, fu nominato sobayonin ("consigliere") di Yamauchi Toyoshige, daimyō di Tosa, occupandosi di contabilità e di questioni militari presso la residenza Edo nel 1861. Non fu d'accordo con la politica ufficiale del dominio relativa al kōbu gattai (la riconciliazione tra la corte imperiale e lo shogunato Tokugawa). Nel 1867-1868 incontrò Saigō Takamori del dominio di Satsuma e accettò di impegnare le forze di Tosa nello sforzo di rovesciare lo shōgun nell'imminente rinnovamento Meiji. Durante la Guerra Boshin, emerse come la principale figura politica del dominio Tosa e rivendicò un posto nel nuovo governo di Meiji dopo la sconfitta di Tokugawa.

### Dal Governo Meiji alle idee liberali
Itagaki fu nominato Consigliere di Stato nel 1869 e fu coinvolto in diverse riforme chiave, come l'abolizione del sistema han nel 1871. Come sangi ("consigliere"), guidò temporaneamente il governo durante la missione Iwakura. Tuttavia, Itagaki si dimise dal governo Meiji nel 1873 per disaccordo con la politica di moderazione del governo nei confronti della Corea (Seikanron) e, più in generale, per opposizione al dominio Chōshū-Satsuma del nuovo governo.
Nel 1874, insieme a Gotō Shōjirō, Etō Shinpei e Soejima Taneomi, formò l'Aikoku Kōtō ("Partito pubblico dei patrioti"), dichiarando: "Noi, trenta milioni di persone in Giappone, siamo tutti egualmente dotati di alcuni diritti prestabiliti, tra cui quelli di godere e difendere la vita e la libertà, acquisire e possedere proprietà, procurarsi i mezzi di sussistenza e perseguire la felicità. Questi diritti sono per natura conferiti a tutti gli uomini e, quindi, non possono essere tolti dal potere di nessun uomo." Questa posizione antigovernativa fece appello alla minoranza delusa dei samurai e dell'aristocrazia rurale (che risentiva della tassazione centralizzata) e dei contadini (che protestavano riguardo ai prezzi alti delle materie prime e ai bassi salari). Il coinvolgimento di Itagaki nel liberalismo gli conferì legittimità politica in Giappone, e divenne leader della spinta per la riforma democratica.
Itagaki e le sue associazioni contribuirono a creare una serie di organizzazioni per unire l'etica dei samurai con il liberalismo occidentale e per promuovere un'assemblea nazionale, una costituzione scritta e limiti all'esercizio arbitrario del potere da parte del governo. Questi includevano il Risshisha ("Movimento di auto-aiuto") e l'Aikokusha ("Società dei patrioti") nel 1875. Dopo che problemi di finanziamento portarono alla iniziale stasi, l'idea dell'Aikokusha fu ripresa nel 1878, portando alla nascita del Movimento per la libertà e i diritti del popolo, organismo che attirò su di sé le ire del governo e dei suoi sostenitori.

### Leadership del Partito Liberale

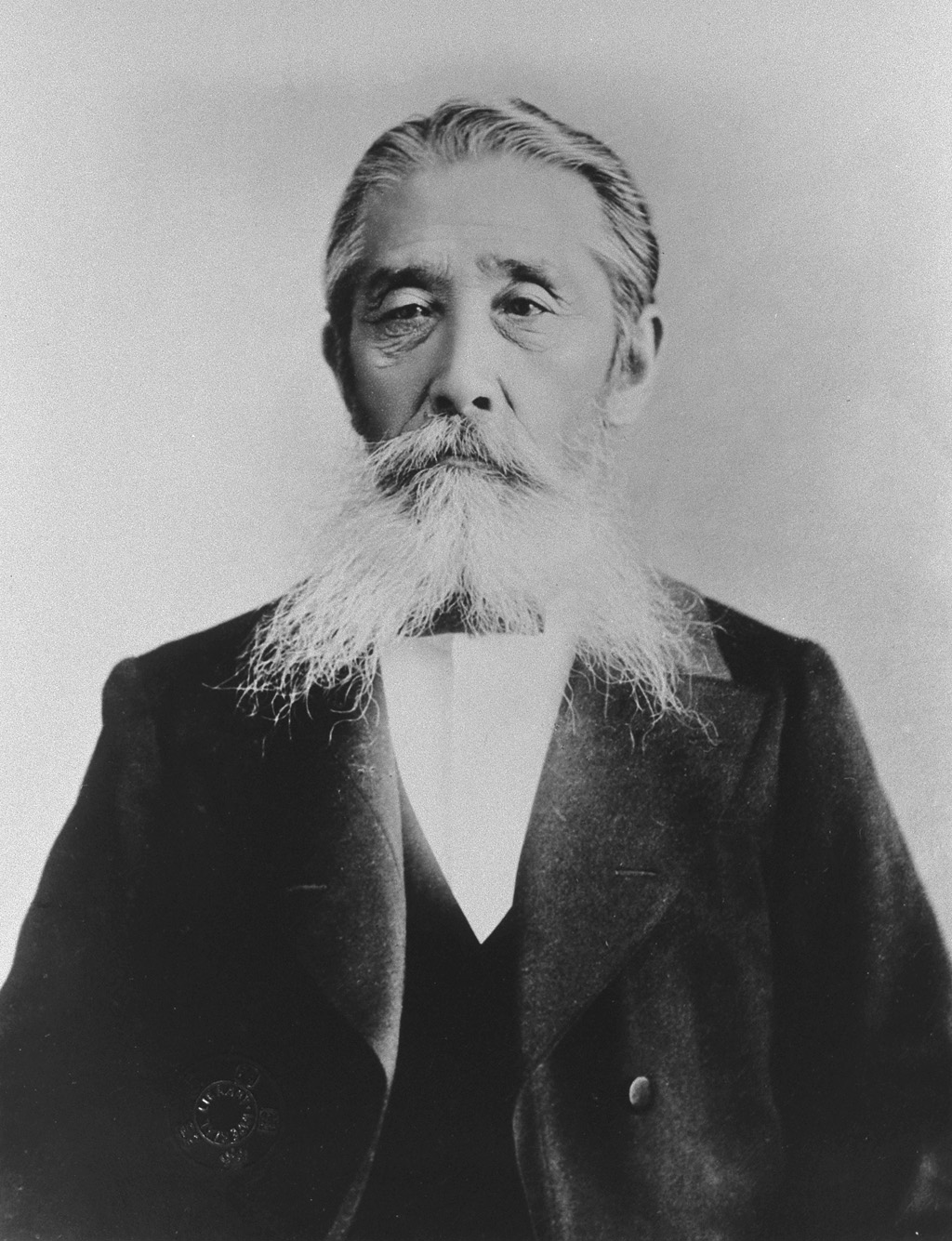
Taisuke nel 1906 circa

I capi del governo si incontrarono alla Conferenza di Osaka del 1875, alla quale sette associazioni create sotto l'influenza di Itagaki inviarono delegazioni; i vari delegati stipularono un accordo con il quale si impegnavano a rispettare il principio di una monarchia costituzionale e di un'assemblea legislativa. Invitarono Itagaki a tornare come sangi: tuttavia, si dimise dopo un paio di mesi per opporsi a quella che considerava un'eccessiva concentrazione di potere nel Genrōin. Itagaki criticò il governo nello stesso momento in cui era minacciato dalla ribellione di Satsuma del 1877, posizione che gli rivoltò il governo contro; furono anche instituite leggi che limitavano la libertà di parola e di associazione.
In risposta, nel 1881 Itagaki creò il Partito Liberale (Jiyuto) insieme a Numa Morikazu, che, insieme al Rikken Kaishintō, guidò il malcontento popolare a livello nazionale del 1880-1884. Durante questo periodo si sviluppò una spaccatura nel movimento tra i membri delle classi inferiori e la leadership aristocratica del partito. Itagaki fu coinvolto in polemiche quando fece un viaggio in Europa, ritenuto da molti finanziato dal governo. Si scoprì che il viaggio era stato organizzato dalla compagnia Mitsui, ma persistevano i sospetti che Itagaki fosse stato convinto a passare dalla parte del governo. Di conseguenza, proliferarono gruppi radicali all'interno del partito, minandone l'unità. A Itagaki fu offerto il titolo di Conte (Hakushaku) nel 1884, quando fu formato il nuovo sistema nobiliare noto come kazoku, ma accettò solo a condizione che il titolo non fosse trasmesso ai suoi eredi. Nel 1882 Itagaki fu quasi assassinato da un militante di destra, al quale il conte avrebbe detto: "Itagaki può morire, ma la libertà mai!".
Il Partito Liberale si sciolse il 29 ottobre 1884; venne poi ristabilito poco prima dell'apertura della Dieta Imperiale nel 1890 come Rikken Jiyūtō. Nell'aprile 1896, Itagaki si unì al secondo governo di Itō Hirobumi come ministro degli Interni. Nel 1898,  il Partito Liberale si unì al Shimpotō, guidato da Ōkuma Shigenobu, formando il Kenseitō; Ōkuma divenne Primo Ministro e Itagaki continuò a servire come Ministro degli Interni. Il governo crollò dopo quattro mesi di litigi tra le fazioni, dimostrando l'immaturità della democrazia parlamentare dell'epoca in Giappone. Itagaki si ritirò dalla vita pubblica nel 1900 e trascorse il resto dei suoi giorni a scrivere. Morì per cause naturali nel 1919.

## Galleria d'immagini

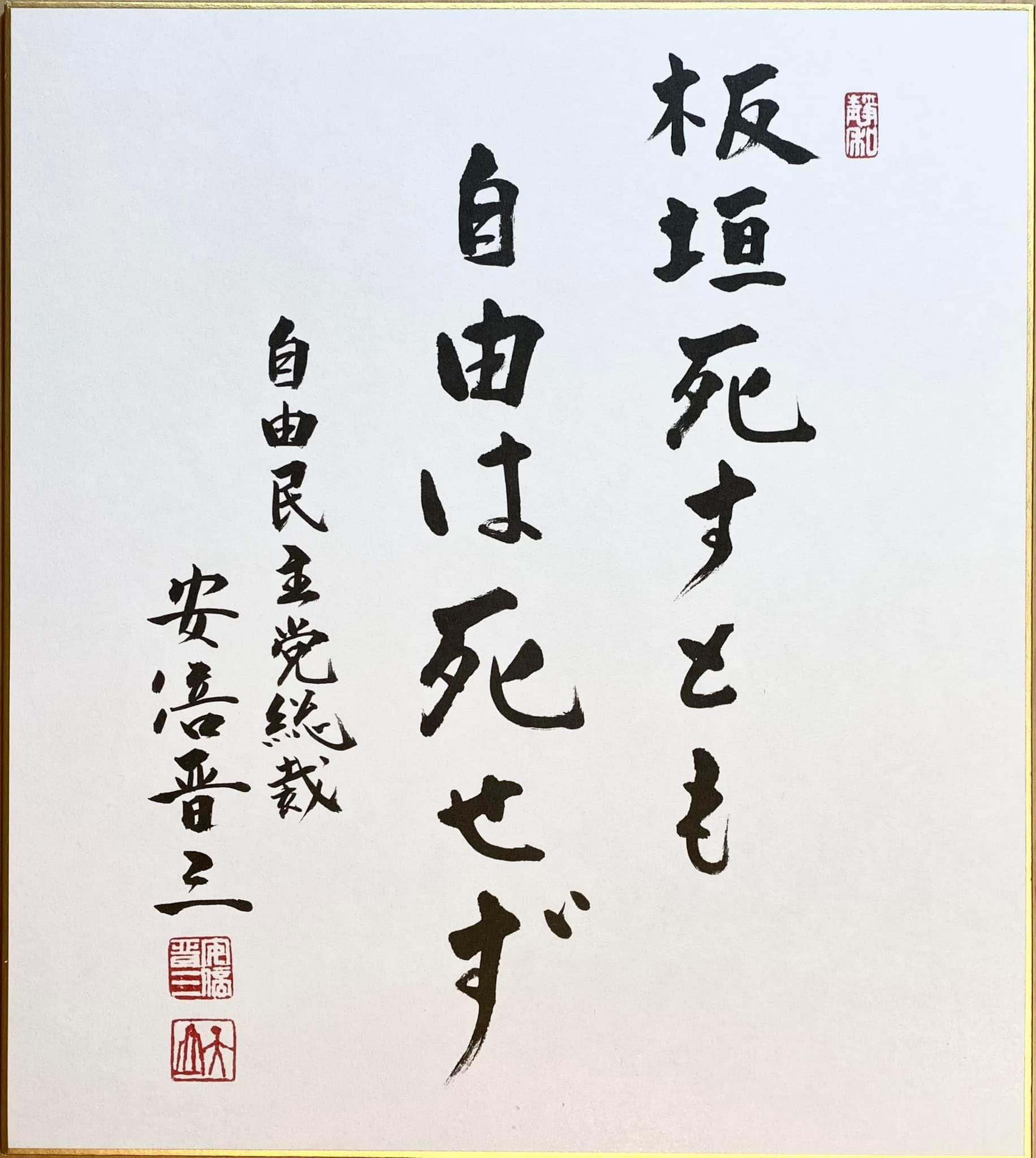
Itagaki può morire, ma la libertà mai!
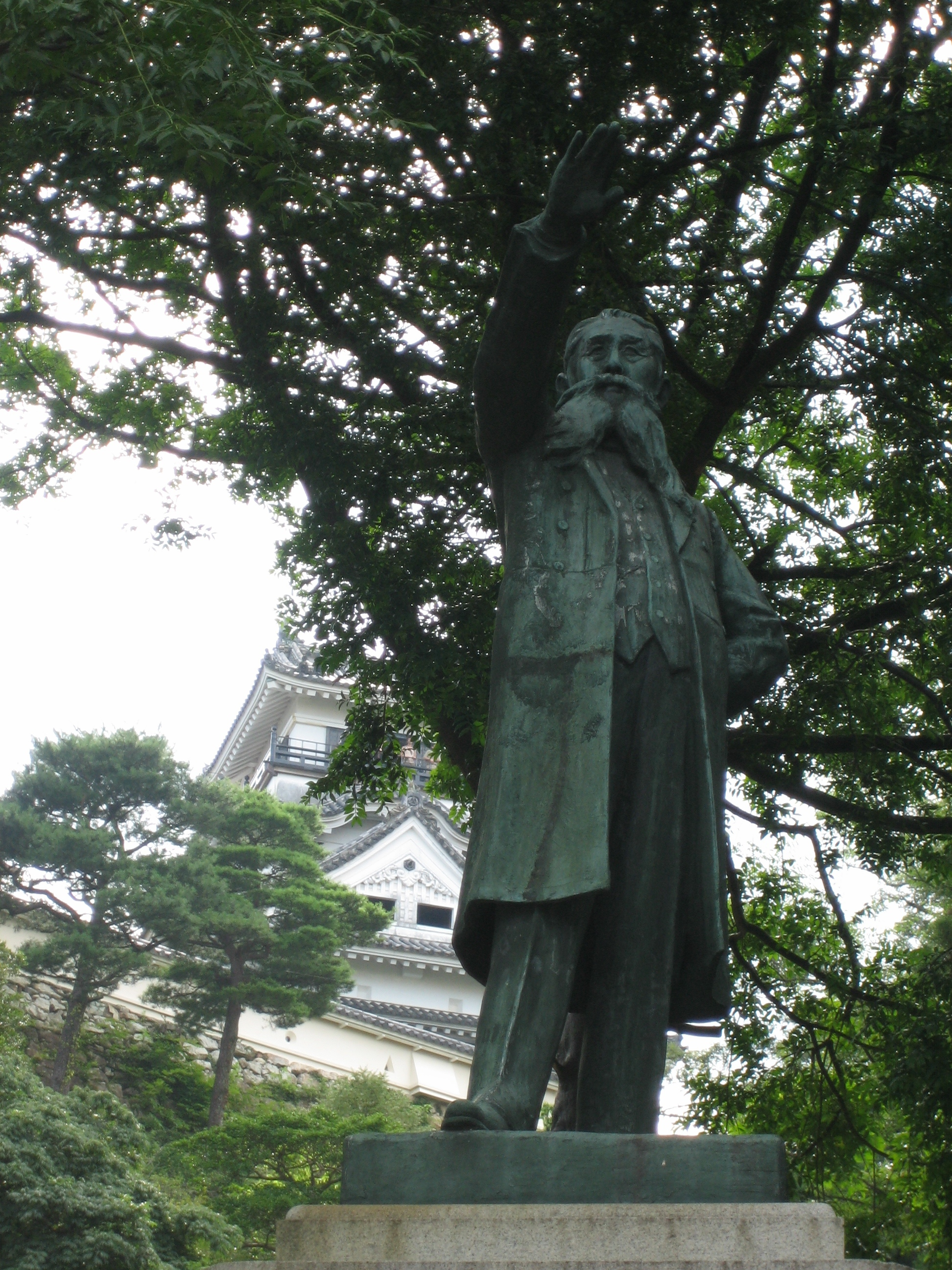
Statua di Taisuke Itagaki presso il castello di Kochi
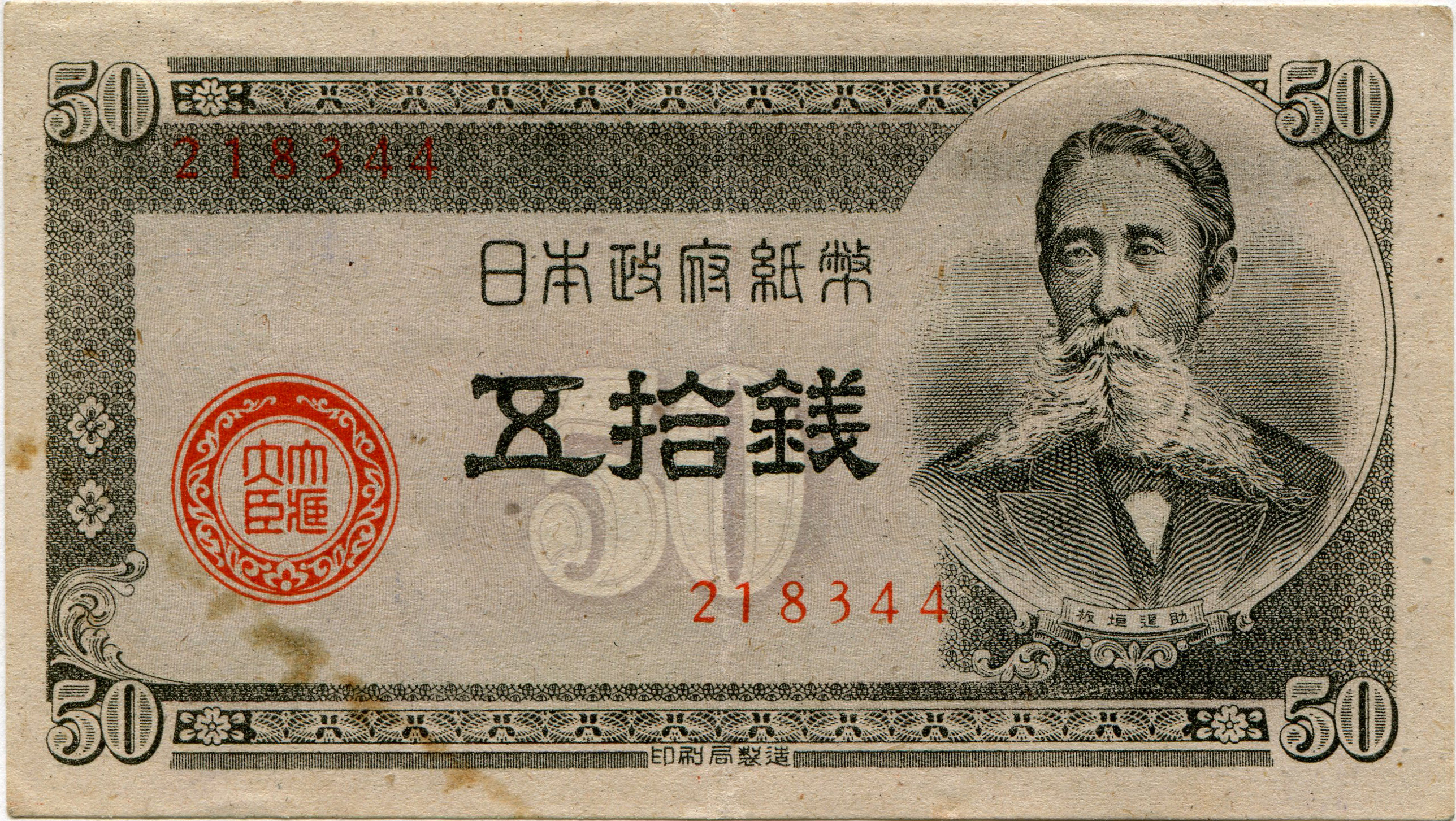
Banconota da 50 sen
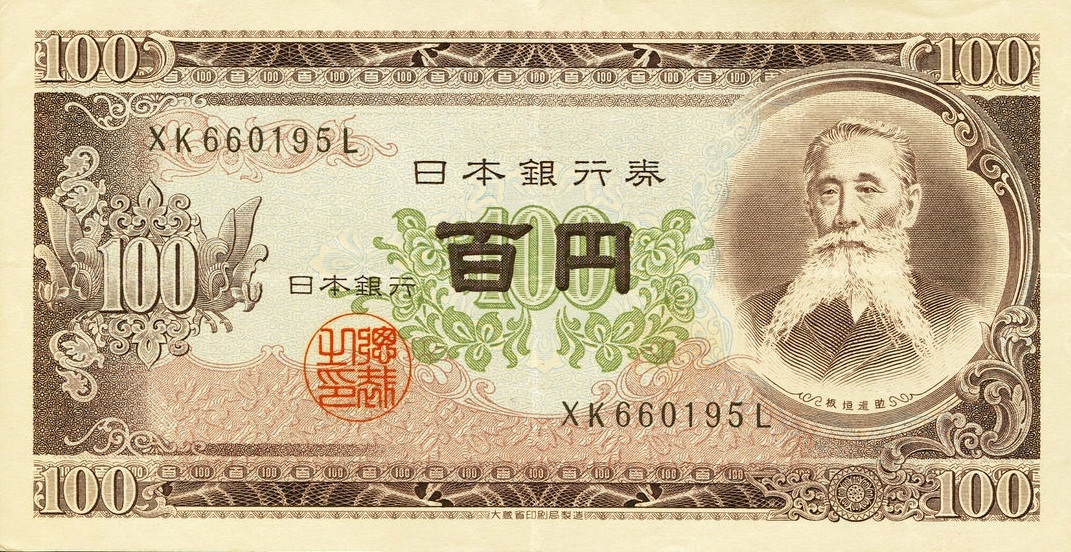
Banconota da 100 yen